# Stacja Biologiczna Uniwersytetu Gdańskiego

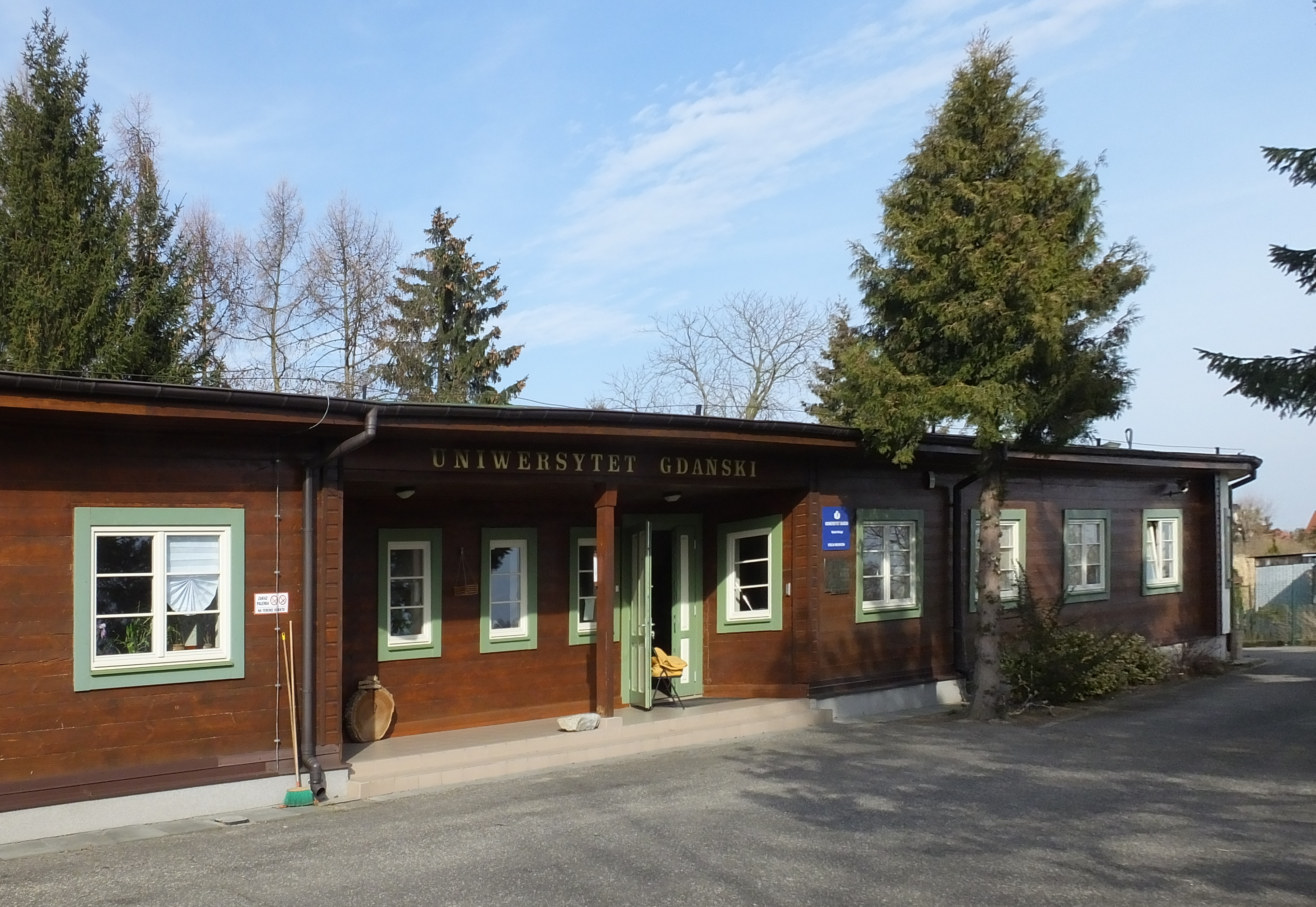
Stacja Biologiczna Uniwersytetu Gdańskiego

Stacja Biologiczna Uniwersytetu Gdańskiego – placówka naukowa Wydziału Biologii Uniwersytetu Gdańskiego, umiejscowiona na Wyspie Sobieszewskiej w Gdańsku, przy ul. Ornitologów 26. Stacja zajmuje się zoologią eksperymentalną i biochemią porównawczą zwierząt wodnych.
Laboratoria Stacji Biologicznej powstały w roku 1955 i początkowo należały do Instytutu Biologii Medycznej Akademii Medycznej. W 1970 r. zostały przejęte przez nowo powstały Uniwersytet Gdański.
Stacja położona jest nad Wisłą Martwą, która jest dawnym korytem odnogi Wisły (Leniwki) uchodzącej do Zatoki Gdańskiej w pobliżu Westerplatte. Wody wypełniające koryto Martwej Wisły należą do typu wód słonawych pochodzących z wlewów wód Zatoki Gdańskiej. W okolicznych wodach występuje fauna zarówno słodkowodna jak i bałtycka, która jest obiektem zainteresowań stacji. Występują tu liczne skorupiaki dziesięcionogie (krab wełnistoręki (Eriocheir sinensis), krabik amerykański (Rhithropanopeus harrisi), rak amerykański (Orconectes limosus), garnela (Crangon crangon), krewetka wiślana (Palaemonetes varians).